# Ricardo Villar
Ricardo José Villar Rodríguez (San Salvador de Jujuy, Argentina; 2 de enero de 1989) es un futbolista argentino. Juega como mediocampista ofensivo y su primer equipo fue Salernitana de Italia. Actualmente milita en Unión de Sunchales del Torneo Federal A.

## Clubes
| Club                      | País      | Año       |
| ------------------------- | --------- | --------- |
| Salernitana               | Italia    | 2004-2005 |
| Cesena                    | Italia    | 2005-2008 |
| Udinese                   | Italia    | 2009      |
| Cremonese                 | Italia    | 2010      |
| Como                      | Italia    | 2010-2011 |
| Triestina                 | Italia    | 2011-2012 |
| San Luis de Quillota      | Chile     | 2012      |
| Central Norte de Salta    | Argentina | 2014-2015 |
| Sarmiento de Resistencia  | Argentina | 2016-2019 |
| Douglas Haig de Pergamino | Argentina | 2019-2020 |
| Chaco For Ever            | Argentina | 2020-2021 |
| Unión de Sunchales        | Argentina | 2021-?    |